# 아스티역
아스티역(이탈리아어: Stazione di Asti)은 이탈리아 북서부의 피에몬테주에 아스티와 코무네를 운행한다. 1849년에 개업한 이 역은 토리노-제네바 및 카스타뇰레-아스티-모르타라 철도의 일부를 형성하고 있으며, 각각 제네바 및 키바소로 가는 다른 두 노선의 교차점이기도 하다.
역은 현재 레테 페로비아리아 이탈리아나 (RFI)에서 관리하고 있다. 그러나 여객 건물의 상업 지역은 첸토스타치오니에서 관리한다. 기차 서비스는 트렌이탈리아에서 운영한다. 각 회사는 이탈리아 국영 철도 회사인 페로비에 델로 스타토(FS)의 자회사이다.

## 역사
역은 1849년 11월 15일 토리노-제노바 철도의 트로파렐로-아스티 구간이 개통되면서 개통되었다.

## 특징
여객 건물은 서로 다른 세 가지 구성 요소로 구성되어 있으며 유리 터널로 연결되어 있다. 건물의 주요 부분은 직사각형 구조이며 2층으로 구성되어 있으며, 그중 1층만 일반인에게 공개된다. 본체와 두 개의 측면 건물을 연결하는 유리 집에는 상점과 비즈니스 서비스가 있다. 이 건물들은 서로 매우 유사하다. 직사각형 모양, 2층 높이, 그리고 회반죽 벽돌로 지어졌다.
역 마당은 8개의 트랙으로 구성되어 있으며, 그중 하나(4번)에는 플랫폼이 없다. 1에서 8까지의 다른 모든 트랙에는 긴 연철 캐노피로 보호되는 플랫폼이 있다. 이 플랫폼은 지하도로 연결된다. 각 열차에는 열차의 도착 및 출발에 대한 정보를 표시하는 여러 개의 모니터가 장착되어 있다.
전철화되지 않은 다른 많은 트랙이 상품 서비스 전용이다. 역에는 또한 물품 야적장과 턴테이블이 있는 주요 기관차 창고가 있다.
2006년에는 여객 건물의 보수 공사가 완료되었다. 이 작업은 RFI와 첸토스타치오니가 280만 유로의 범위에서 공동 자금을 지원했다. 아트리움 리노베이션, 바닥 교체, 창문 교체, 대기실 리노베이션, 건축적 장벽 제거, 촉각 설치로 구성되었다. 포장, 외부 정면 복원 및 건물의 동쪽에서 서쪽으로 화장실 이전 등의 공사가 이뤄졌다.
여객 건물 앞 광장에 대한 관련 개조 공사는 204,000유로의 예산으로 코무네에서 자금을 지원했다. 이러한 리노베이션에는 건축적 장벽을 허물고, 추가 거리 가구를 설치하고, 인터체인지 구역을 리모델링하는 작업이 포함되었다.

## 통계와 운행
역에는 매년 약 6백만 명의 승객이 이동한다. 하루에 약 163대의 열차가 운행된다.
아스티에 정차하는 열차는 인터시티, 급행 및 지역 열차이다. 그들의 주요 목적지는 토리노, 알레산드리아, 및 아퀴 테르메이다.
여객 건물 앞에는 작은 주차장과 택시 전화번호를 나타내는 표지판이 있다.
역에는 버스 터미널도 있다. 서비스 제공자는 GTT이며, 버스의 주요 목적지는 카날레, 시스테르나 및 체리나이다.

## 같이 보기
- 이탈리아의 철도